# Sant’Andrea Frius
Sant’Andrea Frius ist eine italienische Gemeinde (comune) mit 1665 Einwohnern (Stand 31. Dezember 2023) in der Metropolitanstadt Cagliari auf Sardinien.

## Geografie
Die Gemeinde liegt etwa 29,5 Kilometer nordnordöstlich von Cagliari.
Die Nachbargemeinden sind Barrali, Dolianova, Donorì, Ortacesus, San Basilio, San Nicolò Gerrei, Senorbì und Serdiana.

## Verkehr
Durch die Gemeinde führt die Strada Statale 387 del Gerrei von Cagliari nach Muravera. Von hier zweigt die Strada Statale 547 di Guasila ab Richtung Furtei.